# Labramia capuronii
Labramia capuronii är en tvåhjärtbladig växtart som beskrevs av Aubrev. Labramia capuronii ingår i släktet Labramia och familjen Sapotaceae. Inga underarter finns listade i Catalogue of Life.